# Premi Sant Jordi de novel·la
El premi Sant Jordi de novel·la és un premi literari en llengua catalana atorgat per Òmnium Cultural al costat de la Fundació Enciclopèdia Catalana. Inicialment anomenat Premi Joanot Martorell, en referència a l'escriptor i cavaller valencià Joanot Martorell, fou concedit per primera vegada el 1947. El 1960 canvià de nom per esdevenir l'actual Premi Sant Jordi de novel·la.
El premi s'entrega durant la Nit literària de Santa Llúcia en el mes de desembre i té una dotació de 60.000 euros.

## Llista de premiats

### Premi Joanot Martorell
| Edició | Any  | Obra guanyadora              | Autor                     |
| ------ | ---- | ---------------------------- | ------------------------- |
| 1a     | 1947 | Primera part                 | Cèlia Suñol i Pla         |
| 2a     | 1948 | El cel no és transparent     | Maria Aurèlia Capmany     |
| -      | 1949 | No convocat                  | -                         |
| -      | 1950 | No convocat                  | -                         |
| 3a     | 1951 | El carrer Estret             | Josep Pla                 |
| 4a     | 1952 | La família Rouquier          | Xavier Benguerel i Llobet |
| 5a     | 1953 | Com ganivets o flames        | Josep Maria Espinàs       |
| 6a     | 1954 | Estrictament personal        | Manuel de Pedrolo         |
| 7a     | 1955 | Incerta glòria               | Joan Sales                |
| 8a     | 1956 | La maroma                    | Ramon Folch i Camarasa    |
| 9a     | 1957 | El mar                       | Blai Bonet                |
| 10a    | 1958 | Un camí de Damasc            | Miquel Llor               |
| 11a    | 1959 | Animals destructors de lleis | Ricard Salvat             |

### Premi Sant Jordi
| Edició | Any  | Obra guanyadora                     | Autor                        |
| ------ | ---- | ----------------------------------- | ---------------------------- |
| 1a     | 1960 | Viure no és fàcil                   | Enric Massó                  |
| 2a     | 1961 | L'últim replà                       | Josep Maria Espinàs          |
| 3a     | 1962 | Balanç fins a la matinada           | Manuel de Pedrolo            |
| 4a     | 1963 | L'ombra de l'atzavara               | Pere Calders                 |
| 5a     | 1964 | La visita                           | Ramon Folch i Camarasa       |
| 6a     | 1965 | La derrota                          | Estanislau Torres            |
| 7a     | 1966 | El carrer de les Camèlies           | Mercè Rodoreda               |
| 8a     | 1967 | 39° a l'ombra                       | Antònia Vicens               |
| 9a     | 1968 | Un lloc entre els morts             | Maria Aurèlia Capmany        |
| 10a    | 1969 | Declarat desert pel jurat           | -                            |
| 11a    | 1970 | Nifades                             | Josep Maria Sonntag          |
| 12a    | 1971 | Fes memòria, Bel                    | Vicenç Riera Llorca          |
| 13a    | 1972 | L'enquesta del Canal Quatre         | Avel·lí Artís-Gener          |
| 14a    | 1973 | La casa encesa                      | Miquel Àngel Riera           |
| 15a    | 1974 | Pinyol tot salivat                  | Josep Albanell               |
| 16a    | 1975 | Un regne per a mi                   | Pau Faner                    |
| 17a    | 1976 | El temps de les cireres             | Montserrat Roig              |
| 18a    | 1977 | Coll de serps                       | Ferran Cremades              |
| 19a    | 1978 | Un home qualsevol                   | Jordi Carbonell i Tries      |
| 20a    | 1979 | La senyora                          | Antoni Mus                   |
| 21a    | 1980 | L'espectacle                        | Joan Mas i Bauzà             |
| 22a    | 1981 | Evangeli gris                       | Vicenç Villatoro             |
| 23a    | 1982 | Christian                           | Toni Pascual                 |
| 24a    | 1983 | La teranyina                        | Jaume Cabré                  |
| 25a    | 1984 | Al meu cap una llosa                | Olga Xirinacs                |
| 26a    | 1985 | Els colors de l'aigua               | Isidre Grau                  |
| 27a    | 1986 | Les primaveres i les tardors        | Baltasar Porcel              |
| 28a    | 1987 | Posicions                           | Ricard Creus                 |
| 29a    | 1988 | Retrat de Carme en penombra         | Agustí Alcoberro             |
| 30a    | 1989 | Declarat desert pel jurat           | -                            |
| 31a    | 1990 | Línia trencada                      | Ferran Cremades              |
| 32a    | 1991 | El sol de la tarda                  | Robert Saladrigas            |
| 33a    | 1992 | Cames de seda                       | Maria Mercè Roca             |
| 34a    | 1993 | La salvatge                         | Isabel-Clara Simó            |
| 35a    | 1994 | Gràcies per la propina              | Ferran Torrent               |
| 36a    | 1995 | Els fantasmes del Trianon           | Nèstor Luján                 |
| 37a    | 1996 | El misteri de Berlín                | Jordi Mata                   |
| 38a    | 1997 | L'atles furtiu                      | Alfred Bosch                 |
| 39a    | 1998 | El Quincorn. Una història romàntica | Miquel de Palol i Muntanyola |
| 40a    | 1999 | El llibre de les mosques            | Emili Teixidor               |
| 41a    | 2000 | Sota la pols                        | Jordi Coca                   |
| 42a    | 2001 | No miris enrere                     | David Castillo               |
| 43a    | 2002 | Purgatori                           | Joan Francesc Mira           |
| 44a    | 2003 | La meitat de l'ànima                | Carme Riera                  |
| 45a    | 2004 | La ciutat invisible                 | Emili Rosales                |
| 46a    | 2005 | El metall impur                     | Julià de Jòdar               |
| 47a    | 2006 | Sayonara Barcelona                  | Joaquim Pijoan               |

| Edició | Any  | Obra guanyadora           | Autor                | Obra finalista                 | Autor               |
| ------ | ---- | ------------------------- | -------------------- | ------------------------------ | ------------------- |
| 48a    | 2007 | Les senyoretes de Lourdes | Pep Coll             | El monestir de l'amor secret   | Maria Dolors Farrés |
| 49a    | 2008 | El nas de Mussolini       | Lluís-Anton Baulenas | El músic del bulevard Rossini  | Vicent Usó          |
| 50a    | 2009 | Se sabrà tot              | Xavier Bosch         | La dona que fugia de la boira  | Albert Llimós       |
| 51a    | 2010 | L'home de la maleta       | Ramon Solsona        | Després de Laura               | Jordi Cabré         |
| 52a    | 2011 | Crim de sang              | Sebastià Alzamora    | Kabul i Berlín a l'últim segon | Joan Mas i Vives    |

| Edició | Any  | Obra guanyadora                   | Autor               |
| ------ | ---- | --------------------------------- | ------------------- |
| 53a    | 2012 | Plans de futur                    | Màrius Serra        |
| 54a    | 2013 | Dies de frontera                  | Vicenç Pagès Jordà  |
| 55a    | 2014 | L'àguila negra                    | Joan Carreras       |
| 56a    | 2015 | La vida sense la Sara Amat        | Josep Puig i Ponsa  |
| 57a    | 2016 | El setè àngel                     | David Cirici        |
| 58a    | 2017 | Jo sóc aquell que va matar Franco | Joan-Lluís Lluís    |
| 59a    | 2018 | Digues un desig                   | Jordi Cabré i Trias |
| 60a    | 2019 | Les amistats traïdes              | David Nel·lo        |
| 61a    | 2020 | L'aigua que vols                  | Víctor García Tur   |
| 62a    | 2021 | Morir-ne disset                   | Sergi Belbel        |
| 63a    | 2022 | Les nostres mares                 | Gemma Ruiz          |
| 64a    | 2023 | Confeti                           | Jordi Puntí         |
| 65a    | 2024 | Somiàvem una illa                 | Roc Casagran        |